# Elizabeth Cellier

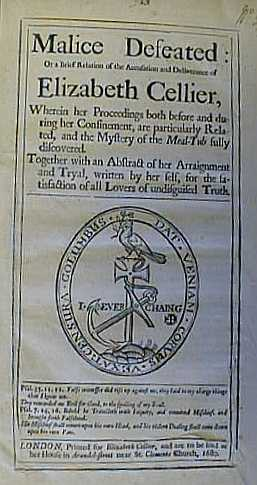
Portada del pamflet Malice Defeated (Malícia derrotada) publicat el 1680 per Elizabeth Cellier per defensar la seva reputació després de ser acusada per un delicte del que posteriorment fou absolta.

Elizabeth Cellier (fl., Londres, 1668–1688) va ser una llevadora catòlica notable del segle xvii a Anglaterra. Va ser processada per traïció el 1679 per la seva presumpte participació en la conxorxa anomenada Meal-Tub Plot (complot de la tina de menjar) contra el futur Jaume II d'Anglaterra i VII d'Escòcia, però fou absolta. Més tard esdevingué una pamfletista i va intentar avançar en el camp dels naixements de nadons. No es coneix res de la seva vida fins que es va casar amb Peter Cellier, un gal, i es va convertir des de l'Anglicanisme.

## Acusació
El 1678 les presons estaven plenes de catòlics a conseqüència de l'alarma nacional causada pels complots de Titus Oates anomenats Popish Plot, una suposada conspiració catòlica per matar el rei Carles II. La caritat de Cellier la va portar a visitar i cuidar aquests presoners, i per la seva professió va obtenir el reconeixement de moltes dones catòliques destacades, sovint esdevenint el canal de la seva caritat vers els presoners. Entre aquestes senyores hi havia la comtessa de Powis, que tenia simpatia, entre d'altres, per l'impostor Thomas Dangerfield. En conèixer de prop el personatge, Lady Powis va deixar d'ajudar-lo, i ell, en venjança, va decidir denunciar-la al govern acusant-la de participar en un nou complot contra el rei.
La història que Dangerfield era que ell havia estat alliberat de la presó gràcies a Powis i Cellier amb la condició que assassinés al rei, Lord Shaftesbury i d'altres. A més fingia que li havien encarregat d'inventar-se trames falses per evitar que semblés que estava a favor de la causa catòlica. Una d'aquestes provocacions es basava en un document que, segons va afirmar, estava amagat en una petita tina de menjar a la casa de la senyora Cellier. Es va fer una cerca i el document en qüestió es va trobar a la tina. La van acusar de traïció la majoria dels principals protestants, incloent el fill natural del rei, el duc de Monmouth, el comte de Shaftesbury i el senyor Thomas Waller, que era el mateix oficial encarregat de la recerca. Powis i Cellier van ser arrestades, així com alguns altres catòlics, entre ells el comte de Castlemaine.

## Defensa
El judici a Cellier va tenir lloc l'11 de juny de 1680. Ella va ser acusada d'alta traïció, però pràcticament l'única evidència en contra d'ella eren les declaracions de Dangerfield, i era fàcil dir que tenia poca credibilitat. Ella va ser declarada no culpable, i el mateix Dangerfield va ser arrestat per culpa d'un delicte. Després de la seva absolució, va publicar una breu relació de tot el cas, sota el títol de "Malícia derrotada" el 1680. Dangerfield, mentre patia escarni públic el 1685, va ser assassinat accidentalment en una baralla amb l'advocat, Robert Francis.
La publicació de Malice Defeated va portar no només a una llarga sèrie de pamflets a favor i en contra d'ella, sinó també a la seva segona acusació. Aquesta vegada l'acusaren de difamació contra el rei i el ministeri, perquè havia al·legat que dos testimonis en el cas Edmund Berry Godfrey havien estat torturats. L'objecte real d'aquest cas, segons Roger North, era que no pogués presentar proves a favor dels seus pares catòlics empresonats. Per això, va ser sentenciada a pagar una multa de £ 1,000 i posar-se tres vegades al costell.

## Llevadora
Durant el regnat de Jaume II, va proposar la fundació d'una corporació de matrones especialitzades i un hospital. Els ingressos s'utilitzaran per habilitar cases parroquials on qualsevol dona pogués donar a llum. Sembla que podria estar enterrada a l'església de la Great Missenden, a Buckinghamshire.